# Михаил II (епископ Рязанский)
Епископ Михаил II (ум. 1551) — епископ Русской церкви, епископ Рязанский и Муромский.

## Биография
С 1545 года — архимандрит Московского Чудова монастыря.
22 апреля 1548 года хиротонисан во епископа Рязанского и Муромского. Хиротонию возглавил Митрополит Московский и всея Руси Макарий.
В 1550 году участвует в Соборах — церковном и земском, созванных царём Иваном Грозным. Пока епископ Михаил был в Москве, в Рязани произошёл уникальный случай, связанный с самовольным построением рязанскими священниками церквей в городе.
В начале 1551 года удалился на покой, а в конце того же года скончался. Погребён в Архангельском соборе Рязанского кремля.